# 阿部栞奈
阿部 栞奈（あべ かんな、5月1日 - ）は、埼玉県出身の女優、モデル。プレステージ所属。旧芸名は阿部 智江子。身長163cm。

## 人物
劇団ひまわり出身。同劇団では演技、ダンス、歌唱、日本舞踊を学んでいた。趣味・特技はピアノ、即興演奏、ドラム、水泳、一人芝居。絶対音感の持ち主。

## 出演作品

### テレビドラマ
日本テレビ
- 水曜ドラマ
  - 共犯者（2003年） - 女子社員
  - 一番大切な人は誰ですか?（2004年） - 母親
  - おとなの夏休み（2005年）
  - CAとお呼びっ!（2006年） - CA
- DRAMA COMPLEX / ダイエットの女王 鈴木その子（2006年）

TBS
- 月曜ゴールデン / 刑事シュート しゅうと&ムコの事件日誌 第1作（2008年）

フジテレビ
- のだめカンタービレ（2006年） - ピアノのお姉さん
- 金曜プレステージ / 外科医 鳩村周五郎 第6作（2009年）
- トリハダ6（2009年） - 母親

テレビ朝日
- 土曜ワイド劇場 / ハラハラ刑事（2004年） - 猪瀬の婚約者
- 相棒（2007年） - 大丸麗子
- 仮面ライダー電王（2007年） - 記者
- ギラギラ（2008年）
- 日曜プライム / 私刑人〜正義の証明（2020年） - 司会者

テレビ東京
- 新・刑事吉永誠一（2014年） - 中村朋子

NHK BSプレミアム
- 居酒屋兆治（2020年） - 綾

### 映画
- まだまだあぶない刑事（2005年） - マードックの秘書
- VOICE - 母親
- 初恋
- オルドスの泉 - 三田久美子
- キラー・ヴァージンロード（2009年） - 保育士
- Monja - 看護師
- 晴れのち晴れ、ときどき晴れ（2013年）
- ストレイヤーズ・クロニクル（2015年）

### 舞台
- お気に召すままお芝居を
- 夏の夜の夢
- 分からない国
- 十一匹のネコ

### CM
- サントリー
- ソニー
- ジャパンエナジー
- アース製薬
- リクルート
- セガトイズ
- イオン化粧品
- パラマウントベッド
- シャープ
- 日本郵便
- ハウス食品

### WEB
- PLAY!AWA'S 〜美と笑いの大お見せ合いパーティ〜（2007年）

### スチール
- 日立メディコ
- 俊英館

### ラジオ
- DJショー（NHK-FM放送）